# 국도 제182호선 (일본)

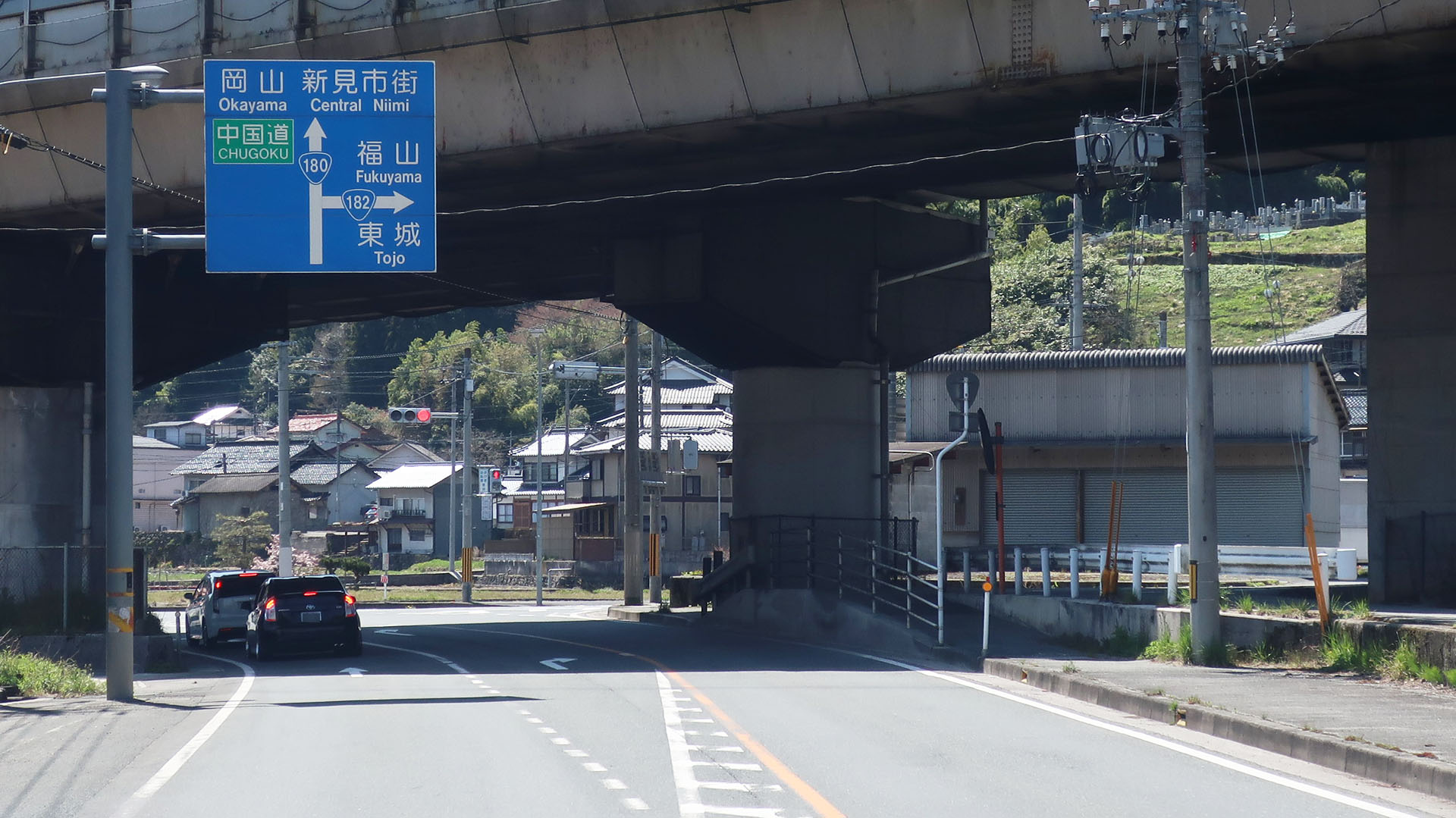
182번 국도 기점 부근
오카야마현 니미시 가미이치 (180번 국도와의 교점)

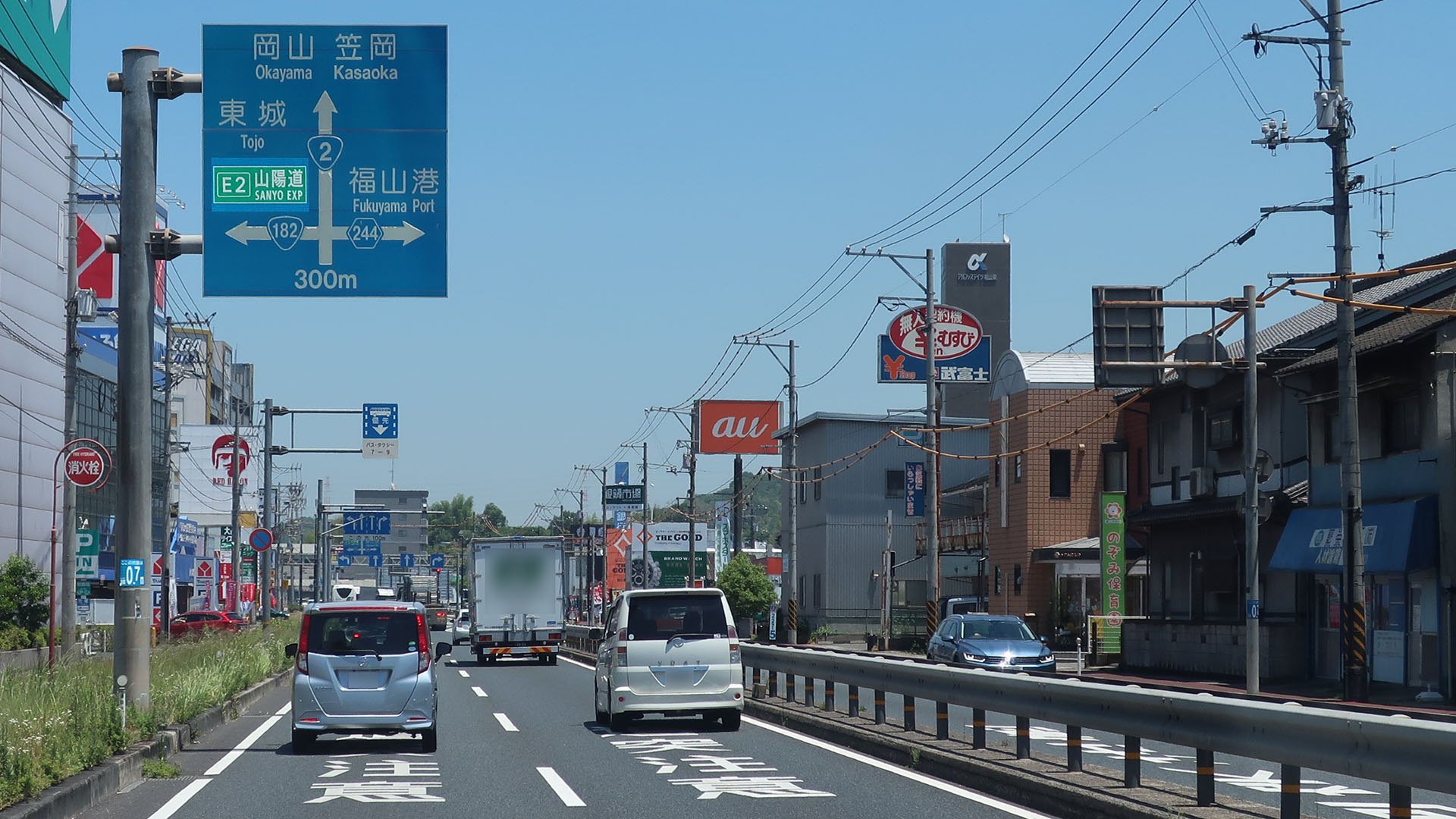
182번 국도의 종점
히로시마현 후쿠야마시 묘진초 교차로 부근

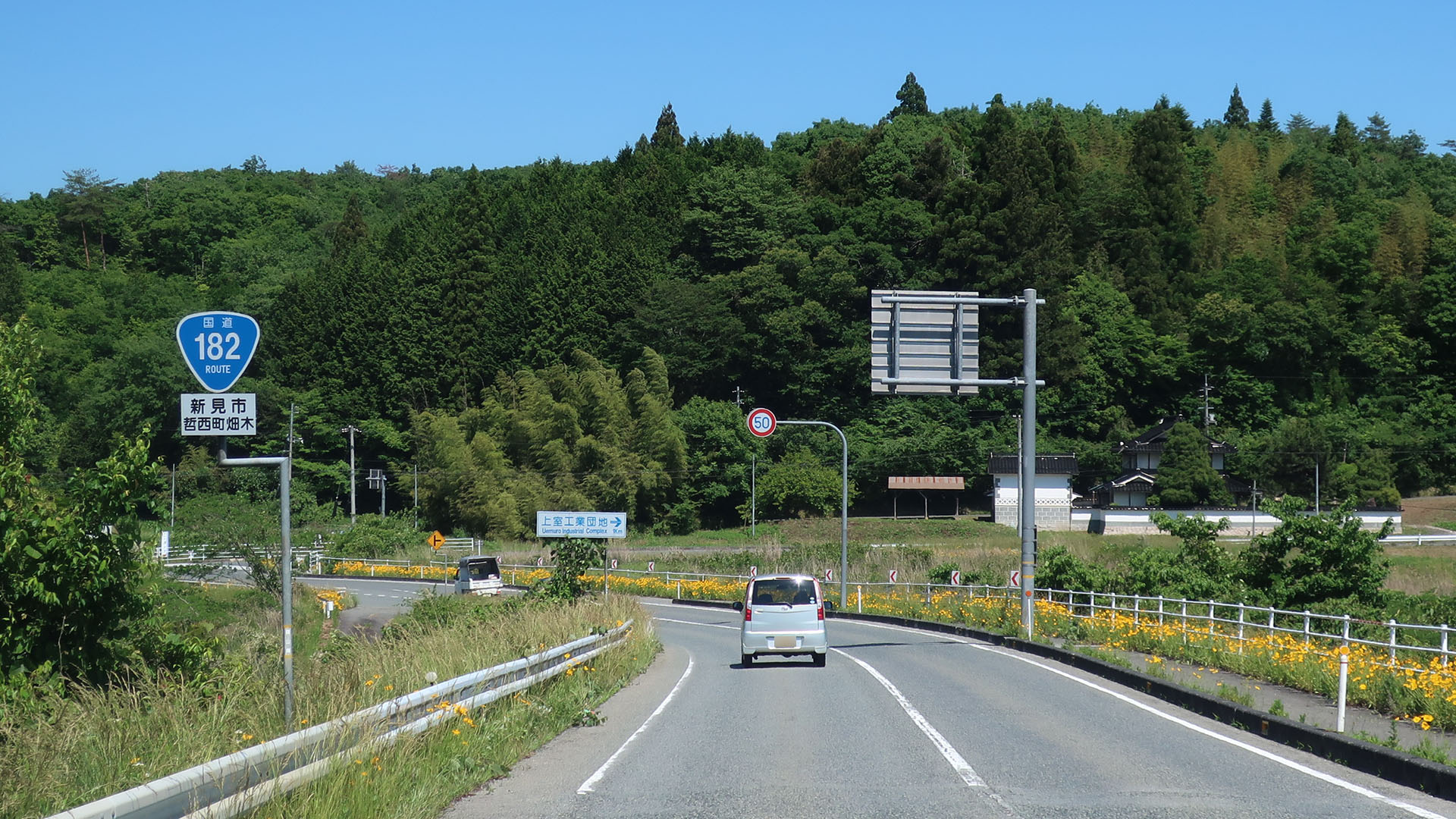
오카야마현 니미시 뎃세이초 하타키 (2020년 6월 촬영)

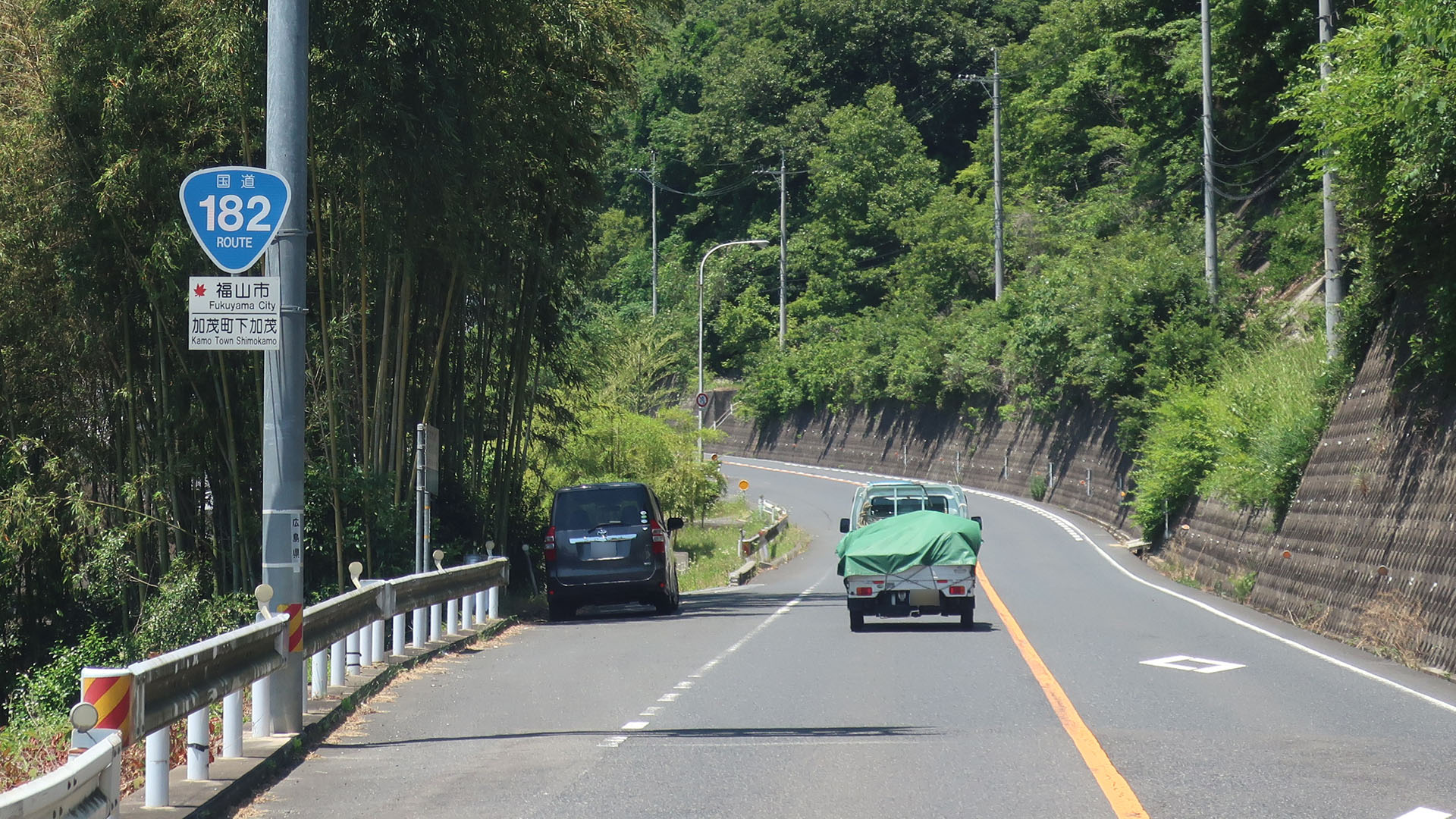
히로시마현 후쿠야마시 가모초 (2020년 6월 촬영)

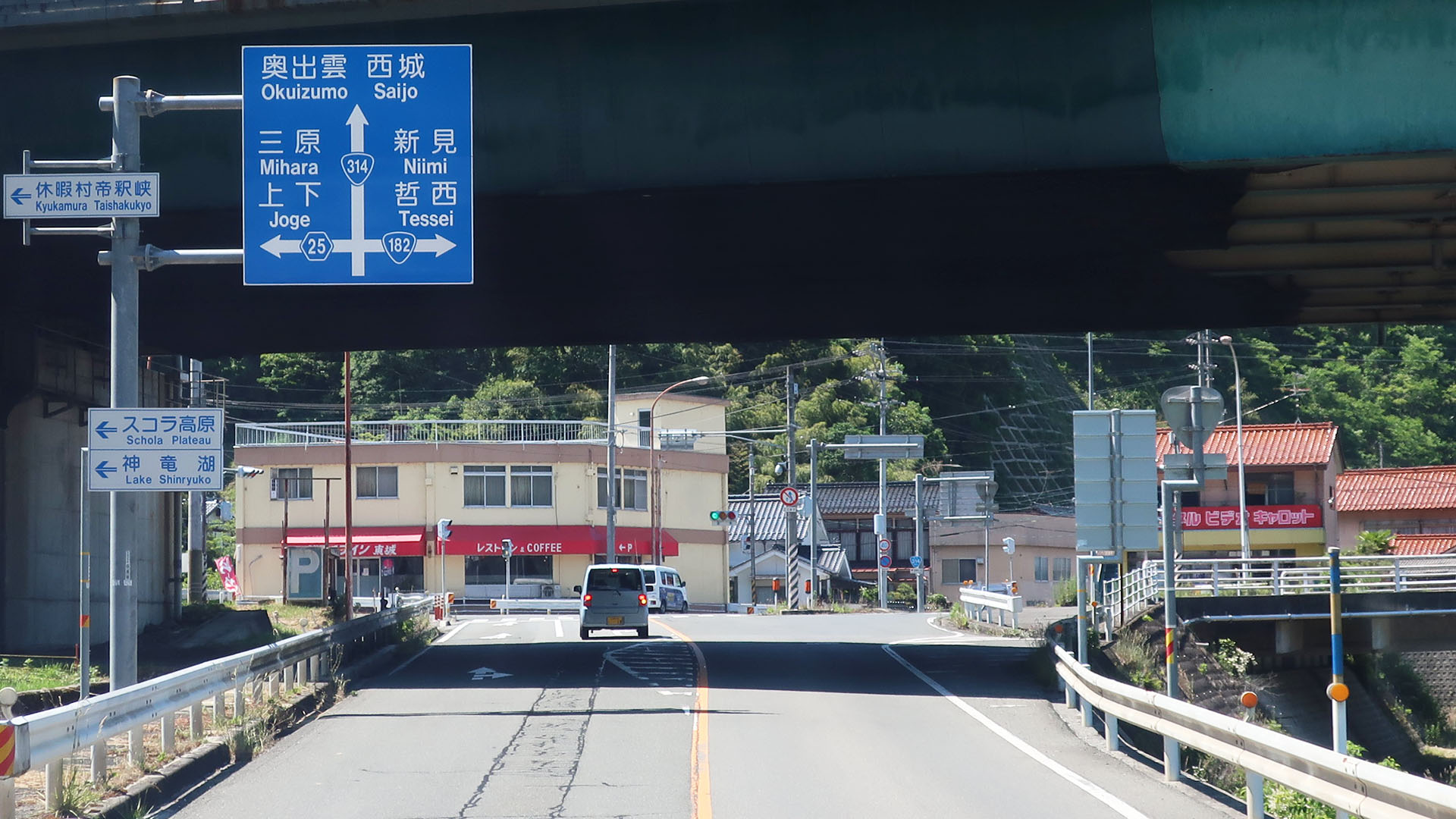
314번 국도와의 분기
히로시마현 쇼바라시 도조초

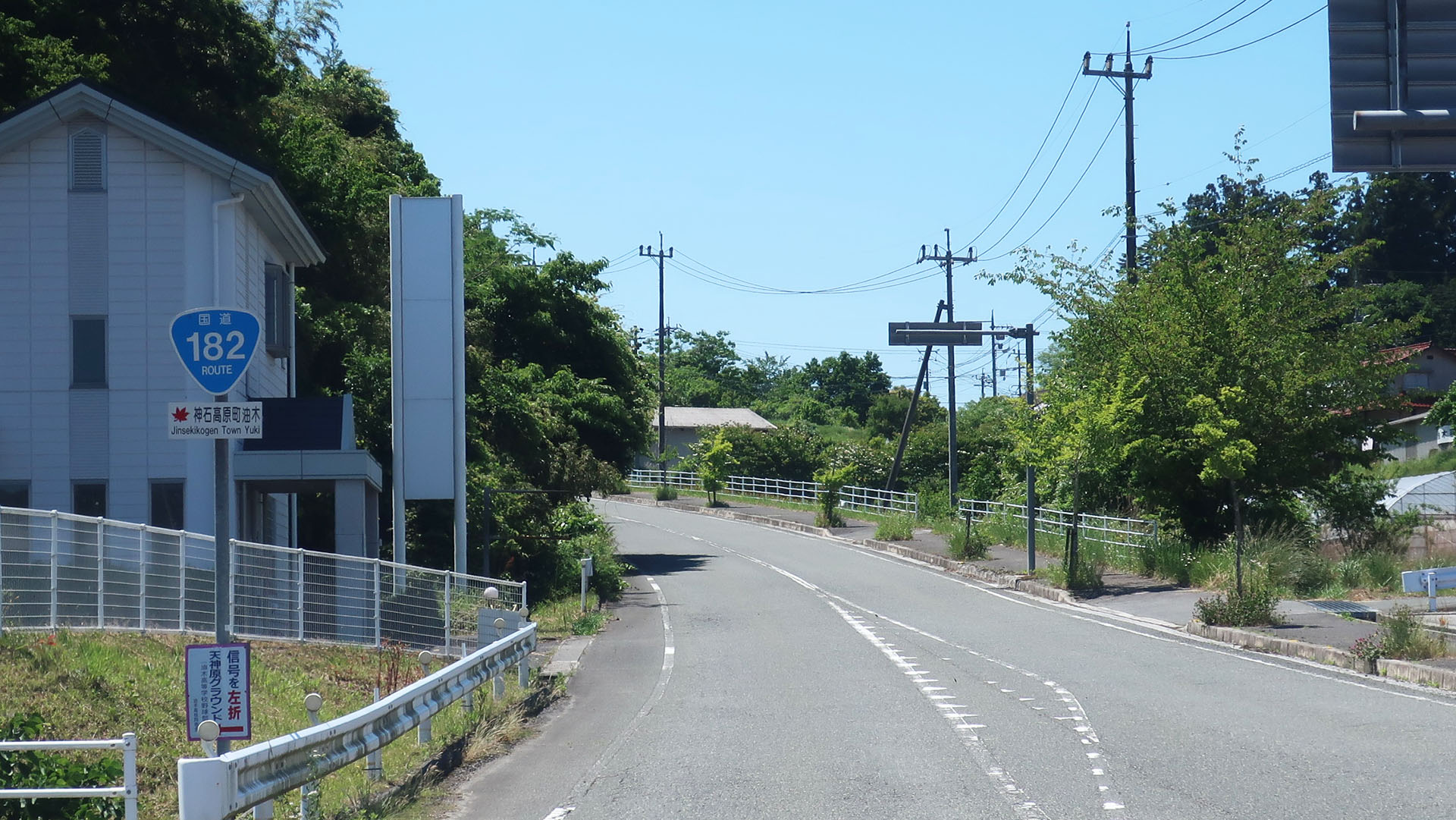
히로시마현 진세키군 진세키코겐정
(2020년 6월 촬영)

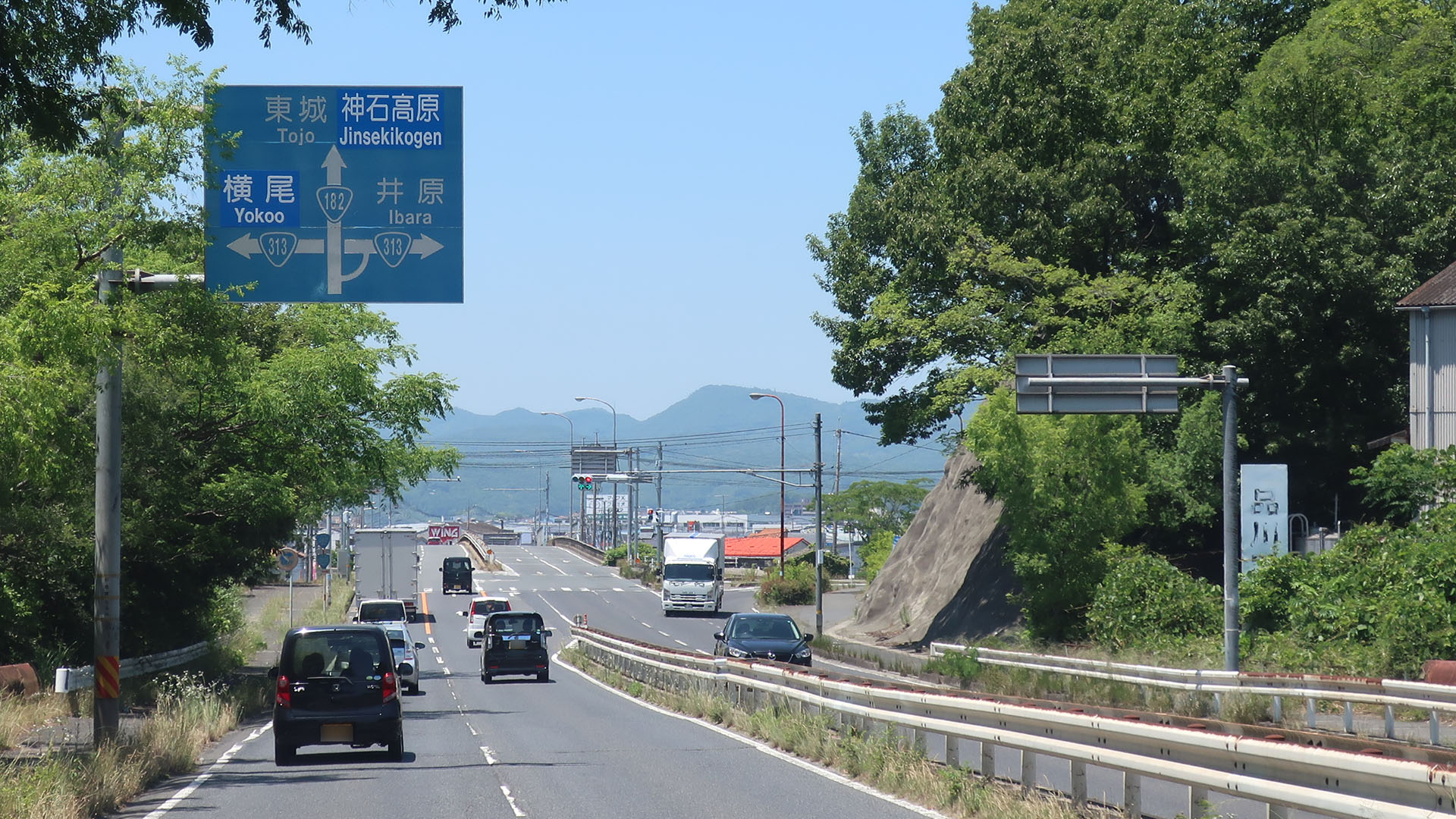
313번 국도와의 교점
히로시마현 후쿠야마시 센다초

일본 182번 국도(일본어: 国道182号→국도 182호)는 오카야마현 니미시에서 히로시마현 후쿠야마시까지 이르는 일본의 일반 국도로, 총 연장 80.3 km, 현도 80.1 km를 이룬다. 

## 개요
기점인 오카야마현 니미시에서 남쪽으로 진로를 통과한 다음 히로시마현의 동단에 위치하고 있는 쇼바라시, 진세키군 진세키코겐정을 거쳐 종점인 후쿠야마시까지 이른다. 다만, 종점인 후쿠야마시의 일부 구간에 한하여 왕복 4차선 짜리의 구간이 존재하지만, 그 외의 나머지 대부분의 구간은 한쪽의 1차선 짜리인 상태로 정비되어 있다.

### 노선 정보
일반 국도의 노선을 지정하고 있는 정령에 의거한 기종점 및 경유지는 다음과 같다.
- 기점: 니미시 (가미이치 = 180번 국도와의 교점)
- 종점: 후쿠야마시 (묘진초 교차로 = 2번 국도와의 교점 및 314번 국도(일본어판)의 기점)
- 중요한 경과지: 히로시마현 히바군(일본어판) 도조정[A], 동현 후카야스군(일본어판)간나베정[B]
- 총 연장: 80.3 km[C]
- 중용 연장: 0.0 km[D]
- 실제 연장: 80.3 km[E]
- 현도: 80.1 km[F]
- 구도: 0.1 km[G]
- 신도, 지정 구간: 없음

## 역사
- 1963년 4월 1일: 2급 국도 182호 니미 후쿠야마 선(니미시 - 후쿠야마시)으로 지정 시행
- 1965년 4월 1일: 1·2급의 구분을 없애고, 일반 국도 182호선으로 전환

## 노선 개황

### 통칭
- 전 구간: 이치하치니 (イチハチニ), 잇파치니 (イッパチニ) 등
- 각 구간: 다음과 같음
  - 야마나미 가도 (진세키코겐정)
  - 유키 바이패스 (진세키코겐정)[H]
  - 사카세가와 바이패스 (진세키고겐정)[I]
  - 고칸 도로(일본어판) (후쿠야마시 가모초 - 후쿠야마시 묘진초)[J]

### 중복 구간
- 314번 국도(일본어판) : 히로시마현 쇼바라시 도조초·구시로 교차로 ~ 후쿠야마시 묘진초·묘진초 교차로/종점)

### 도로 시설

#### 미치노에키
- 고이가쿠보(일본어판) (니미시)
- 유YOU사론 도조(일본어판) (쇼바라시)
- 산와 182스테이션(일본어판) (진세키코겐정)

## 지리

### 통과하는 지자체
- 오카야마현
  - 니미시
- 히로시마현
  - 쇼바라시 - 진세키군 진세키코겐정 - 후쿠야마시

### 교차하는 도로
고속도로
- 주고쿠 자동차도
- 산요 자동차도

국도
- 2번 국도
- 180번 국도
- 313번 국도(일본어판)
- 314번 국도(일본어판)
- 486번 국도(일본어판)

## 참고 문헌
- 三和町閉庁記念誌編さん委員会 『三和町閉庁記念誌 ふるさと高原ものがたり』 神石郡三和町役場、2004年。
- 昭文社 『県別マップル 岡山県広域詳細道路地図』（1999年1月1版6刷版） 昭文社、1997年。ISBN 4-398-62733-2。
- 昭文社 『福山市街図』 昭文社〈ナショナル都市地図シリーズ〉、1967年。
- 広島県企画室 『県政概要 昭和31年 - 37年』 広島県庁、1963年。